# Dywizjon 316

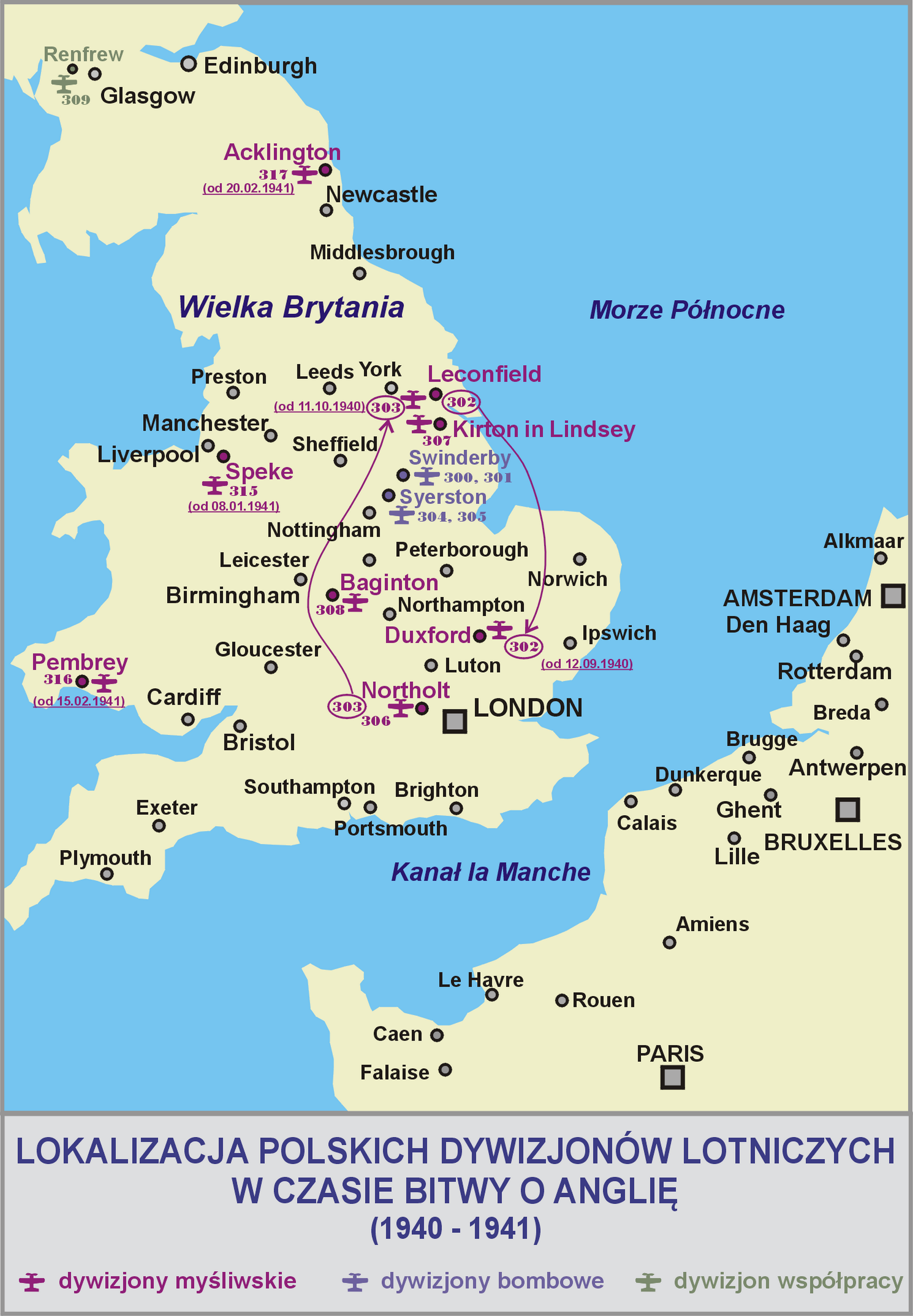

Dywizjon 316 „Warszawski” – dywizjon lotnictwa myśliwskiego Polskich Sił Powietrznych w Wielkiej Brytanii.

## Żołnierze eskadry
Dowódca brytyjski
- s/ldr John Donovan

Dowódcy polscy
- 15 lutego 1941 – 10 sierpnia 1941 – kpt. Juliusz Frey
- 11 sierpnia 1941 – 14 listopada 1941 – kpt. Wacław Wilczewski
- 15 listopada 1941 – 4 czerwca 1942 – kpt. Aleksander Gabszewicz
- 5 czerwca 1942- 28 grudnia 1942 – kpt. Janusz Żurakowski
- 29 grudnia 1942 – 15 września 1943 – kpt. Marian Trzebiński
- 16 listopada 1943 – 26 czerwca 1944 – kpt. Paweł Niemiec
- 27 czerwca 1944 – 6 września 1944 – kpt. Bohdan Arct
- 7 września 1944 – 5 lipca 1945 – kpt. Zygmunt Drybański
- 6 lipca 1945 – 10 września 1945 – kpt. Michał Cwynar
- 11 września 1945 – 12 grudnia 1946 – kpt. Paweł Niemiec

Piloci
| Piloci | Piloci | Piloci |
| --- | --- | --- |
| - Anders Bohdan - Antoniak T. - Arct Bohdan - Bajan Jerzy - Balon Władysław - Barański Wieńczysław - Bardecki Antoni - Bartłomiejczyk Czesław - Bartys Edward - Bauman A. - Będkowski Stanisław - Bełza Stanisław - Bielicki Władysław - Birtus Stanisław - Bochniak Stanisław - Boćkowski Zygmunt - Borowicz Mieczysław - Borusewicz Zbigniew - Bubes Tadeusz - Buchwald Bernard - Cholajda Antoni - Ciastula Ludomir - Ciechanowicz Wiktor - Cwynar Michał - Cynkier Konstanty - Dąbrowski Andrzej - Dec Jozef - Dobrucki Tadeusz - Dolicher Kazimierz - Dunajewski Lech - Drybanski Zygmunt - Dyrmont-Jussewicz Eugeniusz - Dziedzic Tadeusz - Feruga Józef - Frackiewicz Jerzy - Frey Juliusz - Fusiara Ryszard - Gabszewicz Aleksander - Gadus Romuald - Gallus Paweł - Gawlewicz Kazimierz - Geca Bolesław - Gierczycki Jerzy - Gnyś Władysław - Góra Tadeusz - Górski Józef - Gottowt Eugeniusz - Gozdecki Dariusz - Grabowski Franciszek - Grobelny Władysław - Grzech Jan - Grzywacz Feliks - Ingarden Jerzy Kazimierz - Jaskólski Tadeusz - Jaworowski Czesław - Jazownik Bronisław - Jeka Józef - Kaczmarek Bolesław - Kamecki Ryszard - Kardela Wincenty - Karnkowski Tadeusz - Karwowski Włodzimierz | - Kawiński Andrzej - Kiedrzyński Władysław - Kirste Maciej - Klawe Włodzimierz - Kołecki Tadeusz - Kondracki Leszek - Kopa Walenty - Kowalski Edward - Kowalski Zygmunt - Kozłowski Franciszek - Król Wacław - Kubasiński Kazimierz - Kuryllowicz Lew - Kwiatkowski Tadeusz - Laguński Stefan - Laszkiewicz Stefan - Lech Stanisław - Legowski Tomasz - Lipiec Kazimierz - Lipkowski Antoni - Lisowski Tadeusz - Litak Stanisław - Lurzyński Mieczysław - Maciejowski Michał - Majewski Henryk - Majewski Longin - Malczewski Ryszard - Maliszewski Eugeniusz - Marcisz Stanisław - Marek Feliks - Michalkiewicz Karol - Mickiewicz Bronisław - Mielnicki Jerzy - Milej Józef - Mintowt-Czyz Leon - Mudry Włodzimierz - Murkowski Antoni - Murzyn Józef - Musiał Jan - Muszel Jan - Narloch Zygfryd - Nartowicz Roman - Nentwich Zygmunt - Niemiec Paweł - Noga H. - Nosowicz Zbigniew - Nowak Tadeusz - Nowarski S. - Nowierski Tadeusz - Nowoczyn Witold - Olesiński Zbigniew - Orzechowski Tadeusz - Paleolog Wiesław - Peszke Jerzy - Plenkiewicz Antoni - Pietrzak Aleksander - Piotrowski Józef - Plewczyński Jerzy - Polek Antoni - Popiel Wojciech - Prochocki Andrzej - Przygodzki Zdzisław | - Radomski Jerzy - Radwański Gustaw - Rychlicki Bolesław - Rzyski Tadeusz - Sadowski Kazimierz - Samofal Kazimierz - Sawicz Tadeusz - Schreiber Aleksander - Siekierski Jan - Skibiński Jerzy - Skalski Stanisław - Skowroński Florian - Śliwiński Władysław - Sporny Kazimierz - Sobolewski Józef - Sosnowski Zbigniew - Starzyński Henryk - Stegman Stefan - Steinborn Brunon - Stembrowicz Konrad - Strożak Ryszard - Sumara Karol - Suppel Zbigniew - Sweryda Jan - Świerkowski Wiktor - Syperek Piotr - Szalewicz Marian - Szlosberg Edward - Szmejl Stanisław - Szmidt Marian - Szpakowicz Sergiusz - Sztuka Stefan - Szumowski Tadeusz - Szymański Tadeusz - Szymankiewicz Jerzy - Szymankiewicz Teofil - Tamowicz Tadeusz - Tiahnybok Adam - Tomaszewski Tadeusz - Trnobrański Jan - Trzebiński Marian - Tyczyński Jerzy - Walawski Janusz - Walendowski Władysław - Wiewiórowski A. - Wilczewski Wacław - Wiśniewski Władysław - Witwicki E. - Wiza Franciszek - Wojtowicz Tadeusz - Wojtyga Wojciech - Wyszkowski Mieczysław - Zacharewicz Roman - Zajdel Stanisław - Zakrzewski Leopold - Zbrożek Jerzy - Zielonka Kazimierz - Żółciński Marian - Żurakowski Janusz - Zych Stanisław |

## Uzbrojenie

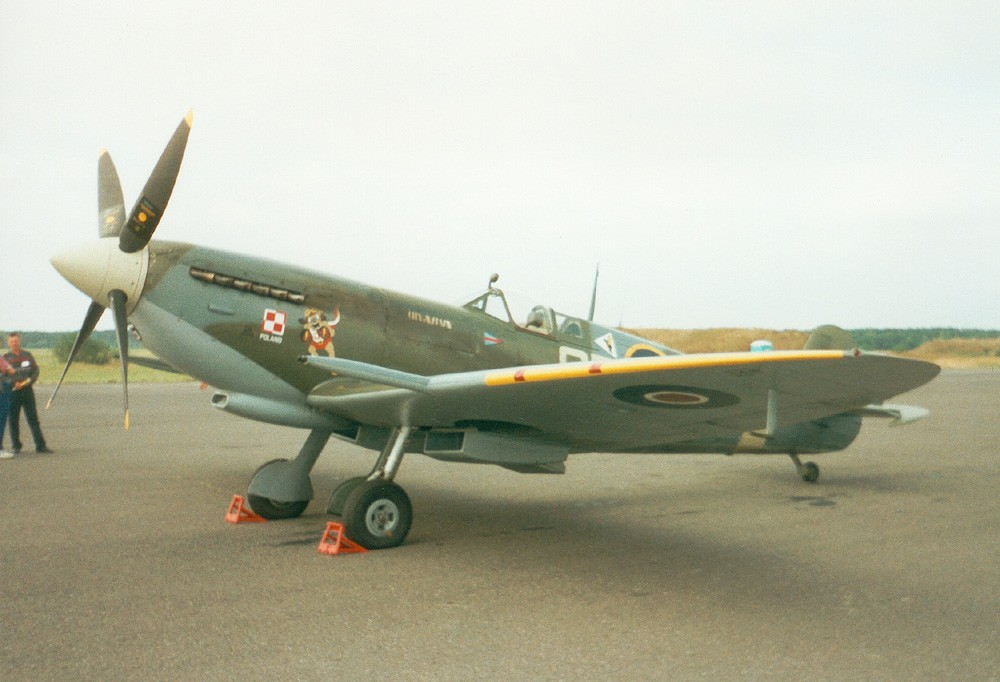
Samolot Supermarine Spitfire w barwach 316 Dywizjonu Myśliwskiego. Malowanie samolotu używanego przez Aleksandra Gabszewicza

- Hawker Hurricane Mk-I – od 22 lutego 1941
- Hawker Hurricane Mk-IIA i Mk-IIB – od 2 sierpnia 1941
- Supermarine Spitfire Mk-VBi  VC – od 13 grudnia 1941
- Supermarine Spitfire Mk-IXC – od 13 marca 1943
- Supermarine Spitfire Mk-VB – od 21 września 1943
- North American Mustang Mk-III – od 13 kwietnia 1944

## Lotniska bazowania
- od 22 lutego 1941 – Pembrey
- od 18 czerwca 1941 – Colerne
- od 2 sierpnia 1941 – Churchstanton
- od 13 grudnia 1941 – Northolt
- od 23 kwietnia 1942 – Heston
- od 31 lipca 1942 – Hutton Cranswick
- od 13 marca 1943 – Northolt
- od 22 września 1943 – Acklington
- od 12 lutego 1944 – Woodvale
- od 24 kwietnia 1944 – Coltishall
- od 1 lipca 1944 – West Malling
- od 11 lipca 1944 – Friston
- od 27 sierpnia 1944 – Coltishall
- od 2 października 1944 – Andrews Field
- od 16 maja 1945 – Coltishall
- od 15 sierpnia 1945 – Andrews Field
- od 5 listopada 1945 – Wick
- od 10 marca 1946 – Hethel

## Symbole dywizjonu
Odznaka dywizjonu
Za odznakę dywizjonu przyjęto godło eskadry 113 myśliwskiej IV dywizjonu myśliwskiego, którego tradycje przejął 316 dywizjon.
Zatwierdzona została w Dzienniku Rozkazów Naczelnego Wodza nr 4 z 10 października 1943.
Na tle trójkątnej biało emaliowanej tarczy umieszczony jest wizerunek sowy w locie. U dołu po lewej stronie, numer dywizjonu 316 SQ. Sowa emaliowana w kolorze czarnym, i pomarańczowym. Odznaka jednoczęściowa I wykonana w srebrze, na rewersie napis SILVER i numer. Wymiary: 22x19 mm

Wersje: 
1. wykonana w srebrzonym tombaku, drobne różnice w kolorystyce, numerowana na rewersie.

- Święto dywizjonu – obchodzono 25 marca na pamiątkę pierwszych lotów bojowych[1]
- Szalik – do stroju lotniczego piloci nosili szaliki jedwabne koloru bordowego[1].
- Znaki rozpoznawcze – znakami rozpoznawczymi dywizjonu były litery SZ namalowane po obu stronach kadłuba samolotów[1].